# پل دوجاق
پل دوجاق مربوط به دوره پهلوی اول است و در شهرستان اردبیل، بخش مرکزی، دهستان غربی، روستای گندشمین، پل دوجاق واقع شده و این اثر در تاریخ ۱۲ دی ۱۳۸۶ با شمارهٔ ثبت ۲۰۴۲۴ به‌عنوان یکی از آثار ملی ایران به ثبت رسیده است.